# John E. Wool
Pour les articles homonymes, voir Wool.
John Ellis Wool (20 février 1784 – 10 novembre 1869) était un officier de l'armée des États-Unis, en service actif durant trois guerres consécutives : la guerre de 1812, la guerre américano-mexicaine et la guerre de Sécession. À l'époque de la guerre américano-mexicaine, il était considéré comme l'un des officiers les plus compétents et doué d'un grand talent d'organisateur. Il est l'un des quatre officiers généraux de l'armée U.S. en 1861, et celui qui aura servi le plus longtemps durant la guerre de Sécession.
Lorsque la guerre de Sécession commence, Wool, à 77 ans, a déjà été général de brigade pendant 20 ans, et il commande le département de l'Est. Son action rapide permet à l'Union d'acquérir la position stratégique de Fort Monroe, qui commande la baie de Chesapeake, alors que le port de guerre de Norfolk (Virginie) reste aux mains des Confédérés. C'est Wool qui, en mai 1862, occupe l'arsenal de Norfolk lorsque la position est abandonnée par les Confédérés : résultat du blocus de la baie de Chesapeake par l'US Navy et de la campagne de Burnside en Caroline du Nord.

## Biographie

### Avant la guerre
John Ellis Wool naît à Newsburg, dans l'État de New York. À la suite de la mort de ses parents alors qu'il a quatre ans, il s'installe avec son grand-père. Il quitte l'école à l'âge de douze ans. Il devient apprenti dans une auberge. À dix-huit ans, il crée une librairie.
Il rejoint la milice de New York en 1807 et commence à étudier le droit à la suite de l'incendie de sa librairie,. En juin 1811, il est enseigne dans la milice. Alors que la guerre s'annonce en 1812 contre l'Angleterre, il lève une compagnie du 13th U.S. Infantry Regiment et en est nommé capitaine le 13 avril 1812.

### Guerre anglo-américaine de 1812
Il participe à la guerre anglo-américaine de 1812 et combat lors de la bataille de Queenston Heights dans le Haut-Canada : il fait partie de la première vague qui traverse la rivière Niagara et, bien que blessé à la cuisse, il parvient à rallier ses hommes et à prendre la batterie anglaise. Au cours de la bataille, il prend la suite du commandement des troupes à la suite de la blessure du colonel Van Rensselaer. Il est promu commandant le 13 avril 1813. Il participe à la bataille de la Châteauguay en octobre 1813.
Avec moins de 300 hommes, il parvient à ralentir la progression d'une force britannique de 10 000 hommes en provenance du Bas-Canada. Ainsi, il mène plusieurs combats contre la colonne anglaise les cinq journées précédant la bataille de Saranac. Il est breveté lieutenant colonel le 11 septembre 1814 pour bravoure au combat lors de la bataille de Plattsbrug. Il est ensuite affecté au 6th U.S. Infantry le 17 mai 1815.
Il se marie à la fin de la guerre pendant la seule permission qu'il demandera pendant sa longue carrière.
Il assure la fonction d'inspecteur général de l'armée. Le 29 avril 1816, il est promu colonel dans le corps des ingénieurs. Puis, il est nommé au grade de lieutenant colonel de l'armée le 10 février 1818. Il est alors affecté au 6th U.S. Infantry jusqu'au 1er juin 1821.
Il est breveté brigadier général pour dix ans de service dévoués à un grade le 29 avril 1826. Il part étudier les fortifications européennes, en France et en Belgique. Il assiste notamment au bombardement d'Anvers par les Français. En 1836, il participe au déplacement des Cherokees hors de la Géorgie vers l'Arkansas. En 1838, lors de l'apparition de nouvelles tensions avec le Canada, il est envoyé sur les frontières du Maine pour superviser les défenses de celles-ci.
Il est nommé brigadier général le 25 juin 1841.

### Guerre américano-mexicaine

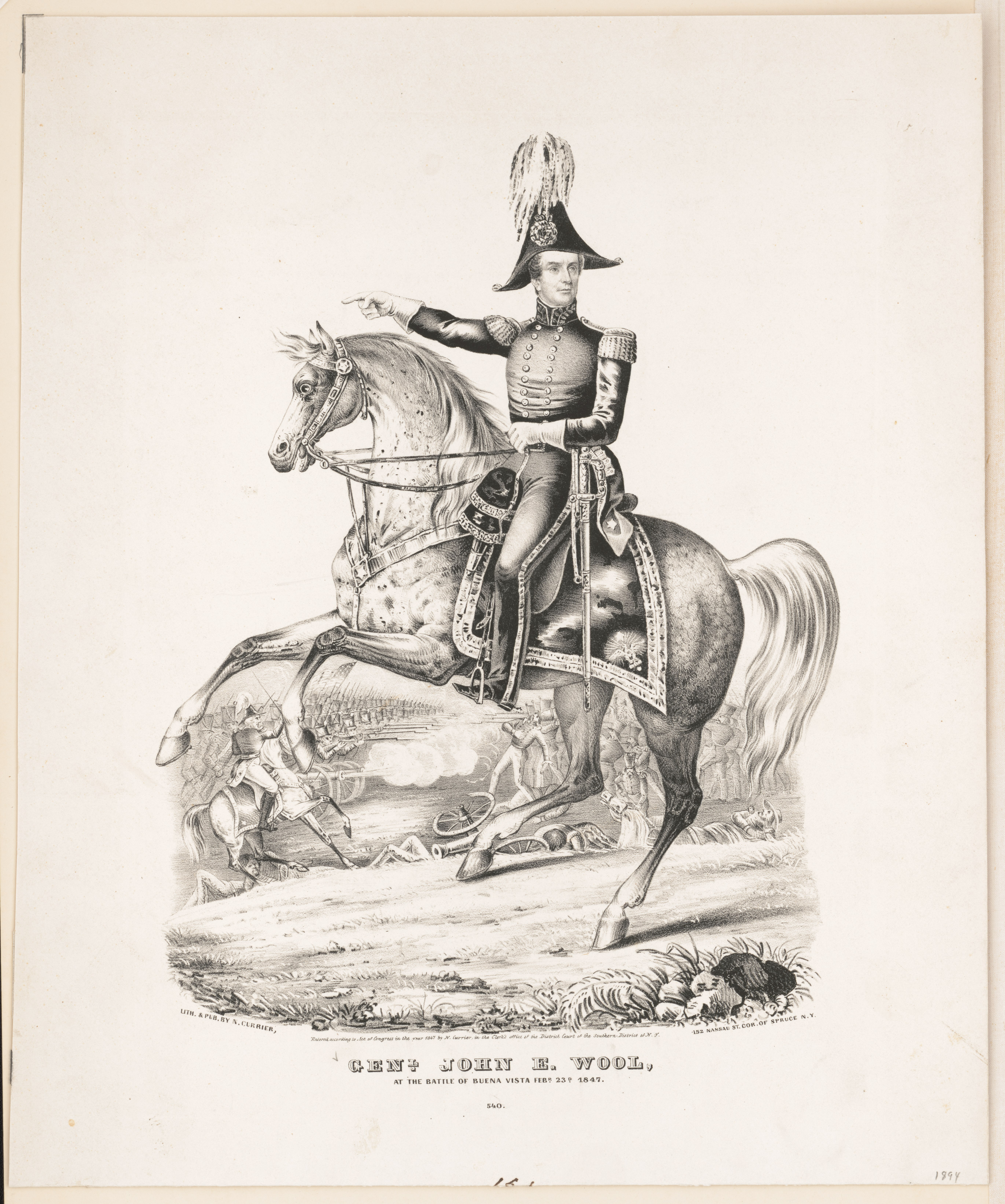
Le général John E. Wood à la bataille de Buena Vista.

Il participe à la guerre américano-mexicaine. Il commande la division du centre. Placé sous les ordres du général Taylor, il rassemble son commandement de 3 000 hommes à San Antonio de Bexar, au Texas. Ses qualités de tacticiens sont très appréciées. Il participe à l'entraînement d'une grande partie des volontaires. Il part le 26 septembre 1846 et atteint onze jours plus tard le Rio Grande près de San Juan de Bautista. Après l'avoir traversé, il proclame un ordre selon lequel l'armée des États-Unis agira seulement contre le gouvernement mexicain et que les bien privés seront protégés. II avance contre la ville de Monclova qu'il capture le 3 novembre 1846. Pendant les vingt-sept jours qu'il reste à Monclova, il participe à l'entraînement des volontaires et à l'établissement d'un dépôt. Il part ensuite pour Parras. Le général Taylor donne l'ordre à Wool de partir vers Saltillo pour empêcher l'armée mexicaine de détruire les forces américaines qui y sont présentes. Wool part avec de l'artillerie et de la cavalerie et parcourt le trajet à un rythme de soixante kilomètres par jour. Les troupes du général Butler et celles du général Taylor convergent aussi vers Saltillo ce qui dissuade l'armée mexicaine d'attaquer. Les troupes s'installent à Agua Nueva, où Wool détermine l'emplacement du camp avec l'assentiment du général Taylor et contre l'avis du général Butler. Concernant l'emplacement, Wool dit à son aide-de camp Irvin McDowell : 

« C'est le meilleur endroit que j'ai vu au Mexique, que je choisirais pour une bataille, si j'étais obligé de me battre avec une petite armée contre une plus grande. »

 C'est à cet endroit qu'a lieu la bataille de Buena Vista. Alors que Taylor est à Saltillo, le commandement du dispositif échoie à Wool, second dans l'ordre d'ancienneté. Il est breveté major général pour bravoure et conduite méritoire lors de la bataille de Buena Vista le 27 février 1847.
En 1853, il prend le commandement du département du Pacifique et doit faire face aux expéditions de flibustiers sur la côte occidentale. Il parvient à traiter la question qui a des implications internationales et d'autre avec les Amérindiens. En 1855, il part en tournée d'inspection dans les territoires d'Oregon et de Washington. Il prend ensuite le commandement du département de l'Est.

### Guerre de Sécession
Il soutient fortement le commandant Anderson pour la défense de fort Sumter avant le déclenchement des hostilités. Le 20 août 1861, il reçoit l’ordre du département à la guerre de prendre le commandement du fort Monroe. Dès son arrivée, il commence l'instruction des nouvelles recrues. Le fort Monroe restera dans les mains de l'Union tout au long de la guerre. Lorsque le président Lincoln place le général McClellan à la tête des armées, il espère que Wool partira en retraite, mais il n'en est rien. Il est promu major général le 16 mai 1862. En juin 1862, il prend le commandement du département du milieu qui comprend le New Jersey, le Delaware, la Pennsylvanie et une partie de la Virginie-Occidentale et du Maryland. Lincoln pense qu'avec l'éloignement des zones de combat, il n'aura pas à se soucier d'un éventuel ralentissement des actions lors de la campagne de la Péninsule de McClellan par le « Vieil Homme Wool ». Lorsque le général Lee lance sa campagne en septembre 1862, la capture d'Harpers Ferry est une opportunité pour lui au moment où il apprend que la ville est faiblement défendue. Le 12 septembre 1862, le général Wool avait envoyé un télégramme au commandant des troupes d'Harpers Ferry pour qu'il tienne sa position jusqu'à la dernière extrémité, lui enjoignant même de fusiller ceux qui voudraient abandonner leur poste. Après deux jours de bombardement, la garnison se rend.
Après la bataille d'Antietam, McClellan cherche un bouc émissaire à la suite de son échec pour détruire l'armée de Virginie du Nord. Il charge alors Wool. Le comité chargé d'instruire l'accusation ne retient ni éventualité selon laquelle il aurait pu envoyer des divisions pour secourir Harpers Ferry, ni l'opportunité donnée par la scission de l'armée de Lee, la rendant vulnérable. Wool est alors affecté au département de l'Est. En juin 1863, il fait face aux émeutes de la ville de New York. Il est réticent à faire tirer sur les civils, et emploie des régiments en provenance de Gettysburg pour calmer les émeutes.
Il prend sa retraite le 1er août 1863.